# Giovanni Silva de Oliveira
Giovanni, teljes nevén: Giovanni Silva de Oliveira (Abaetetuba, 1972. február 4. –), brazil válogatott labdarúgó.
A brazil válogatott tagjaként részt vett az 1997-es Copa Américán és az 1998-as világbajnokságon.

## Sikerei, díjai
Remo
- Paraense: bajnok (1): 1993

Barcelona
- Spanyol bajnok (2): 1997–98, 1998–99
- Spanyol kupa (2): 1997–98, 1998–99
- Spanyol szuperkupa (1): 1996
- Kupagyőztesek Európa-kupája (1): 1996–97
- UEFA-szuperkupa (1): 1997

Olimbiakósz
- Görög bajnok (5): 1999–2000, 2000–01, 2001–02, 2002–03, 2004–05
- Görög kupa (1): 2004–05

Santos
- Paulista bajnok (1): 2006

Recife
- Pernambucano bajnok (1): 2008
- Brazil kupa: 2008

Brazília
- Világbajnoki döntős (1): 1998
- Copa América győztes (1): 1997

Egyéni
- A görög bajnokság gólkirálya (1): 2003–04 (21 góllal)